# Marc Aaron Kastner
Marc Aaron Kastner (* 20. November 1945 in Toronto) ist ein kanadisch-US-amerikanischer Festkörperphysiker.
Kastner studierte an der University of Chicago mit dem Bachelor-Abschluss in Chemie 1967, dem Master-Abschluss in Physik 1969 und der Promotion in Physik 1973, während er 1972/73 Research Fellow an der Harvard University war. 1973 wurde er Assistant Professor und später Professor am Massachusetts Institute of Technology, wo er seit 1989 Donner Professor of Science ist. Von 1983 bis 1987 war er am MIT Leiter der Abteilung Atom-, Festkörper- und Plasmaphysik, 1998 bis 2007 war er Leiter der Physik-Fakultät des MIT und 2007 wurde er dort Dekan der School of Science.
Kastner befasste sich anfangs mit amorphen Halbleitern, was zum alternierenden Valenz-Modell lokalisierter Defektzustände führte. Später studierte er magnetische und elektrische Eigenschaften von Hochtemperatursupraleitern und Halbleiter-Nanostrukturen. Unter anderem untersuchte er Einzelelektronentransistoren (SET), bei dem Elektronen in Nanostrukturen durch elektrostatische Kräfte in Halbleiter lokalisiert sind. Sie zeigen dann Quantisierungseffekte in Analogie zu künstlichen Atomen und (bei ungerader Elektronenzahl) den Kondo-Effekt analog magnetischen Störstellen in Metallen. Er untersuchte mit seiner Gruppe auch regelmäßige Anordnungen von Nanokristallen (in Zusammenarbeit mit Chemikern des MIT) und Quasiteilchenanregungen im fraktionalen Quanten-Hall-Effekt mittels Tunneln in geeignet konstruierten Nanostrukturen.
Von 1983 bis 1987 war er am MIT Associate Director des Konsortiums für Supraleitende Elektronik, das Wissenschaftler und Ingenieure auf dem Gebiet der Elektronik supraleitender dünner Filme zusammenbringt.
Im Jahr 2000 erhielt er den Oliver E. Buckley Condensed Matter Prize mit Gerald Dolan und Theodore A. Fulton für Pionierleistungen zu Einelektroneneffekten in mesoskopischen Systemen.  2008 wurde er Mitglied der National Academy of Sciences, der American Academy of Arts and Sciences und der American Association for the Advancement of Science. Er ist Fellow der American Physical Society, deren David Adler Lecturer er 1995 war.

## Schriften
- Artificial Atoms, Physics Today, Januar 1993
- The single electron transistor, Reviews of Modern Physics, Band 64, 1992, S. 849
- mit R. J. Birgeneau, G. Shirane, Y. Endoh Magnetic, Transport, and Optical Properties of Monolayer Copper Oxides, Reviews of Modern Physics, Band 70, 1998, S. 897
- Single electron transistor and artificial atoms, Annalen der Physik, Band 9, 2000, S. 885
- mit Goldhaber-Gordon, Kondo Physics with Single Electron Transistors, Solid State Communications, Band 119, 2001, S. 245–252